# Церква Святого Пророка Іллі (Петриків)
Церква Святого Пророка Іллі в Петрикові — парафія і храм греко-католицької громади Великоглибочанського деканату Тернопільсько-Зборівської архієпархії Української греко-католицької церкви в селі Петриків Тернопільського району Тернопільської области.
Оголошена пам'яткою архітектури місцевого значення.

## Історія церкви
Парафія Святого Пророка Іллі в селі Петриків була заснована у 1761 році. Спочатку її обслуговували священники з тернопільської церкви Різдва Христового, а з 1855 року з'являється згадка про першого власного пароха. До другої половини 1870 року він також опікувався вірянами із Загребелля та Янівки. Сам храм був збудований у 1903 році за кошти парафіян села та освячений того ж року на храмове свято.
З моменту заснування храм і парафія належали до УГКЦ, але у 1946—1990 роках церкву було закрито державною владою. У 2003 році з нагоди 100-річчя храму парафію відвідав владика Михаїл Сабрига. А з 26 листопада по 3 грудня 2006 року єпископ Василій Семенюк здійснив візитацію з нагоди початку місій.
При парафії діють спільнота «Матері в молитві», архибратство Матері Божої Неустанної Помочі, Вівтарна і Марійська дружини. На території парафії встановлено два хрести, а священники проживають у парафіяльному будинку, що є власністю громади.

## Парохи
- о. Ігнатій Лотоцький (1855),
- о. Іван Валявський,
- о. Ісидор Калинович,
- о. Олександр Миронович,
- о. Онуфрій Чубатий,
- о. Микола Чубатий,
- о. Зеновій Чубатий,
- о. Йосиф Бучинський,
- о. Микола Зубаль,
- о. Володимир Адамович,
- о. Ярослав Мельник,
- о. Василь Репела (о. Павло),
- о. Іван Гуня,
- о. митрат Павло-Василь Репела (з 7 січня 1990),
- о. Віктор Здеб (сотрудник з 13 грудня 1998),
- о.Андрій Гураль (сотрудник з 10 грудня 2021).[джерело?]